# Star Dust (Automarke)
Star Dust war eine US-amerikanische Automobilmarke, die nur 1953 von der Grantham Motor Company in Los Angeles (Kalifornien) gebaut wurde. Grantham war damals einer der größten Hersteller von GFK-Karosserien.
Der Star Dust war ein großer, zweisitziger Roadster auf einem verkürzten Ford-Fahrgestell. Der Radstand betrug 2794 mm, die Gesamtlänge des Fahrzeuges 4242 mm. Angetrieben wurde der Wagen von einem seitengesteuerten Ford-V8-Motor mit 3923 cm³ Hubraum, der 110 bhp (81 kW) bei 4800 min−1 leistete.